# Okres Prudník
Okres Prudník (Prudnik; polsky Powiat prudnicki) je okres v polském Opolském vojvodství u hranic s Českou republikou. Rozlohu má 571,16 km² a v roce 2019 zde žilo 55 237 obyvatel. Sídlem správy okresu je město Prudník.

## Gminy
Městsko-vesnické:
- Biała
- Horní Hlohov
- Prudník

Vesnická:
- Lubrza

## Města
- Biała
- Horní Hlohov
- Prudník

## Cestovní ruch
Okres Prudník tvoří spolu se správním obvodem obce s rozšířenou působností Krnov a s okresem Hlubčice turistickou destinaci Slezsko bez hranic (polsky Śląsk bez granic).

## Sousední okresy
| Růžice kompasu | Nisa    | Opolí             | Krapkowice              | Růžice kompasu |
| Růžice kompasu | Nisa    | Sever             | Kandřín-Kozlí           | Růžice kompasu |
| Růžice kompasu | Nisa    | Okres Prudník     | Kandřín-Kozlí           | Růžice kompasu |
| Růžice kompasu | Nisa    | Jih               | Kandřín-Kozlí           | Růžice kompasu |
| Růžice kompasu | Jeseník | Bruntál, Hlubčice | Hlubčice, Kandřín-Kozlí | Růžice kompasu |